# Euryops
Euryops é um género botânico pertencente à família Asteraceae.